# Річард Польковські
Ришард Польковські (пол. Ryszard Polkowski) (18 грудня 1931 — †23 вересня 2015) — польський державний діяч, дипломат. Генеральний консул Польщі у Києві (1987—1990).

## Життєпис
У 1966 році закінчив Вищу школу соціальних наук при ЦК ППР.
У 1974—1982 рр. — секретар Головної ради Товариства польсько-радянського дружби.
З 1982 року був членом Союзу робітників ПОРП.
З 15.07.1987 року — Генеральний консул Республіки Польща у Києві.